# 可爱的动物
《可愛的動物》（英語：Animals are Beautiful People）是一部1974年由南非導演傑米·烏亞斯（Jamie Uys）編劇、製作、執導、攝影與剪輯的自然紀錄片，講述南部非洲的野生動物生活，並以幽默風趣的手法呈現。影片拍攝地包括納米布沙漠、卡拉哈里沙漠、奧卡萬戈河及奧卡萬戈三角洲。該片榮獲1974年金球獎最佳紀錄片獎。
這部影片由烏亞斯獨立製作，票房與評價皆獲成功。他日後也以非洲喜劇《上帝也瘋狂》（1980）而為人熟知。

## 簡介
影片一開始以納米布沙漠為背景，旁白說道：「你可能會覺得這裡無法讓任何生命生存下去。」但影片卻證明事實恰恰相反，展現了居住於此的動物們的生活。影片的第二部分展示了奧卡萬戈河及三角洲的豐富生命；最後一部分則聚焦於卡拉哈里沙漠中的生命活動。

## 爭議
片中有一幕描繪狒狒、大象、長頸鹿、疣豬與其他非洲動物食用馬魯拉樹發酵後的果實。這些動物似乎因此呈現醉態，搖搖晃晃地行走，引起一陣滑稽效果，最後在夜幕降臨後紛紛入睡。隔日清晨，一隻狒狒醒來後發現自己與一隻疣豬躺在一起，便悄悄離開洞穴，避免吵醒對方。有些專家指出這些場景可能是刻意安排的，例如大象體型龐大，攝取大量水分會稀釋酒精，因此不太可能醉酒。

## 古典音樂配樂
影片搭配多首古典音樂，特別是耳熟能詳的樂曲，以襯托場景氛圍。舉例如下：
- 布拉姆斯《匈牙利舞曲 No.5》：搭配狒狒的雜技表演
- 柴可夫斯基《花之圓舞曲》：展現沙漠綻放的奇蹟
- 韋伯《邀舞》（由白遼士配器）：動物們慶祝「天堂」的回歸
- 史麥塔納《沃爾塔瓦河》：貫穿整部影片，特別在河流場景中使用
- 李斯特《前奏曲》：接近影片結尾，雲層形成的場景中登場
- 柴可夫斯基《蘆笛舞曲》